# Martina Schiffer
Martina Schiffer ist eine ehemalige deutsche Fußballspielerin. 

## Karriere

### Vereine
Schiffer erreichte mit dem KBC Duisburg das Finale um die Deutsche Fußballmeisterschaft 1985, das im Stadion an der Westender Straße ausgetragen wurde und mit einem 1:0-Sieg gegen den FC Bayern München endete. Im Wettbewerb um den nationalen Vereinspokal verlor sie am 26. Mai 1985 mit ihrer Mannschaft im Olympiastadion Berlin vor 25.000 Zuschauern – als Vorspiel zum Männerfinale – im Elfmeterschießen gegen den FSV Frankfurt mit 3:4. Am 26. Juni 1988 gehörte sie erneut zur Startelf ihrer Mannschaft, die das neuerliche Finale um die Deutsche Meisterschaft mit 4:5 im Elfmeterschießen gegen die SSG 09 Bergisch Gladbach verlor.

### Auswahlmannschaft
Als Spielerin der Auswahlmannschaft des Fußballverbandes Niederrhein gewann sie viermal das Finale um den Länderpokal. Am 9. Mai 1981 wurde die Auswahlmannschaft des Fußballverbandes Mittelrhein mit 2:0 in Düsseldorf bezwungen. In dieser Höhe auch die Auswahlmannschaft des Fußballverbandes Rheinland am 21. April 1985 in Krefeld. In den beiden darauffolgenden Jahren maß man sich mit der Auswahlmannschaft des Fußball- und Leichtathletik-Verbandes Westfalen die mit 1:0 und 4:1 im Elfmeterschießen bezwungen werden konnte.

## Erfolge
Auswahlmannschaft Niederrhein
- Länderpokal-Sieger 1981, 1985, 1986, 1987

KBC Duisburg
- Deutscher Meister 1985, -Finalist 1988
- DFB-Pokal-Finalist 1985